# Айрин (ураган)

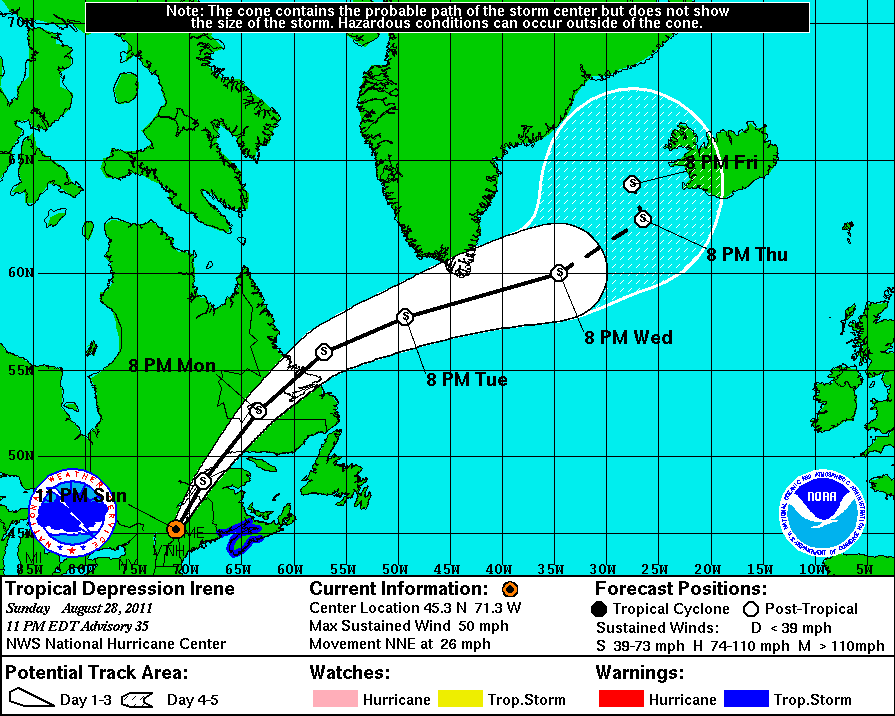
Зона охвата урагана

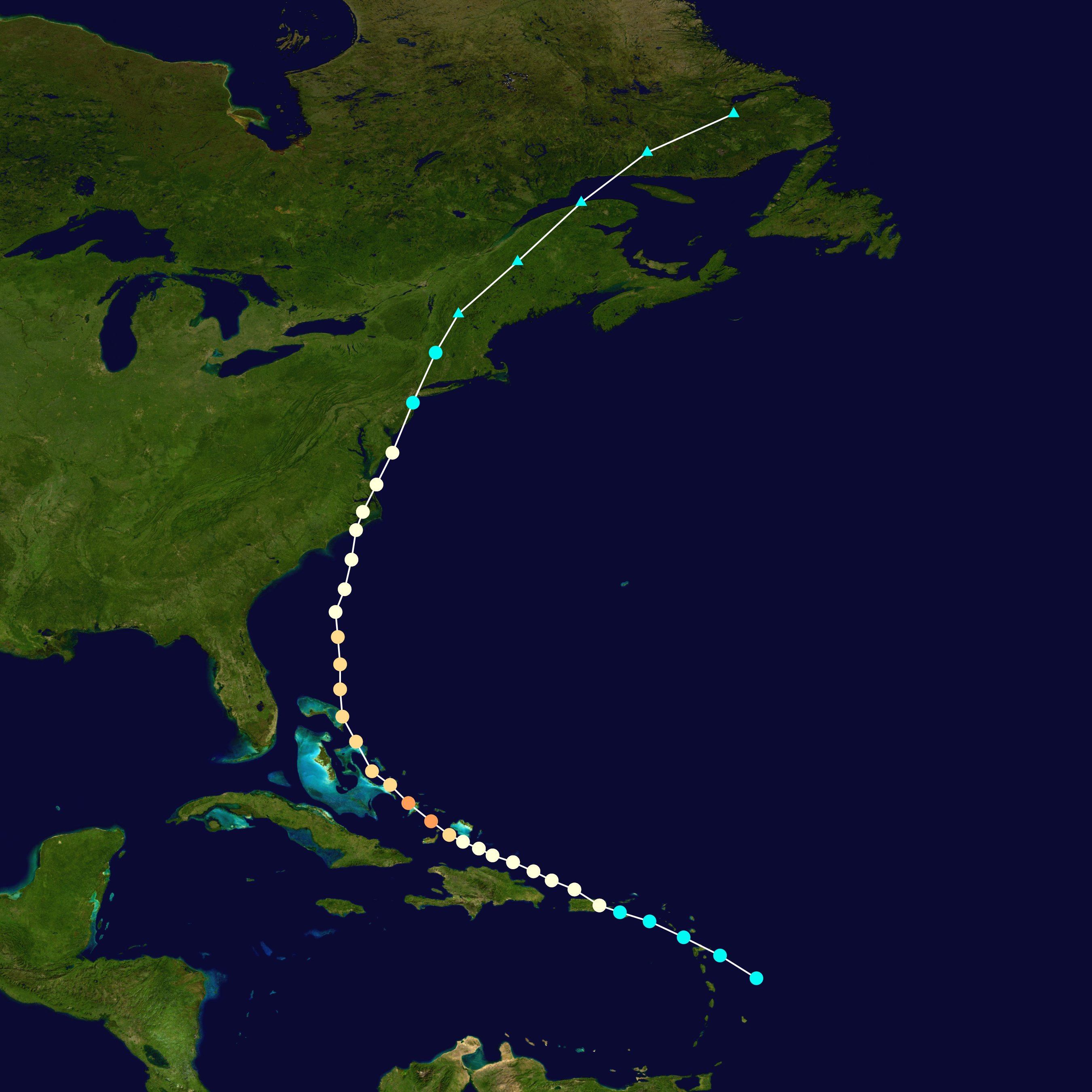
Путь урагана

Ураган «Айрин» (или «Ирина») (англ. Hurricane Irene) — тропический циклон, начавшийся в конце августа 2011 года. Ураган «Айрин» является активным Атлантическим ураганом, который причинил значительный ущерб многим странам Карибского бассейна. Зародился к востоку от Малых Антильских островов. Имел попеременно от третьей до первой категории опасности с порывами ветра до 190 км/час. 27 августа в США было объявлено покинуть дома около миллиону человек в штате Нью-Джерси.
273 тысячи человек остались без электричества, 2 пирса получили повреждения, 3 человека погибли в Северной Каролине по причине выхода на сушу урагана «Айрин». 1 ребёнок погиб в Виргинии. Общее число жертв урагана — 58 человек.
По самым осторожным оценкам ущерб от урагана составил не менее $10 млрд. По этому показателю «Айрин» может войти в десятку самых разрушительных ураганов за последние 40 лет (с 1970 года).

## Последствия урагана
- В Карибском бассейне мощные ветры и ливни стали причинами потопов и проблем с подачей электроэнергии
- В 20-х числах августа ураган «Айрин» нанес удар по столице Багамских островов — Нассау, где сильный ветер посдувал крыши с домов и повалил деревья
- В Пуэрто-Рико почти половина населения осталась без электричества. Более 100 тысяч пострадали из-за перебоев водоснабжения
- В штате Мэриленд в воскресенье из-за урагана отключился один из энергоблоков АЭС «Калверт Клифс». Причиной стало повреждение трансформатора куском алюминия, сорванным ураганным ветром с одного из зданий. Однако администрация АЭС заверила, что уровень угрозы, связанной с этим повреждением, минимален
- В Нью-Йорке затоплены станции метро под Нижним Манхэттеном, значительное скопление воды отмечается и в Бруклине. В г. Дарби, штат Пенсильвания, в некоторых районах вода достигала уровня вывесок и дорожных знаков.

| Местность                | Смерти | Пропавшие |
| Пуэрто-Рико              | 1      | 0         |
| Доминиканская Республика | 5      | 0         |
| Гаити                    | 3      | 0         |
| США                      | 40     | 8         |
| Канада                   | 0      | 1         |
| Всего                    | 49     | 9         |